# Wąsiki

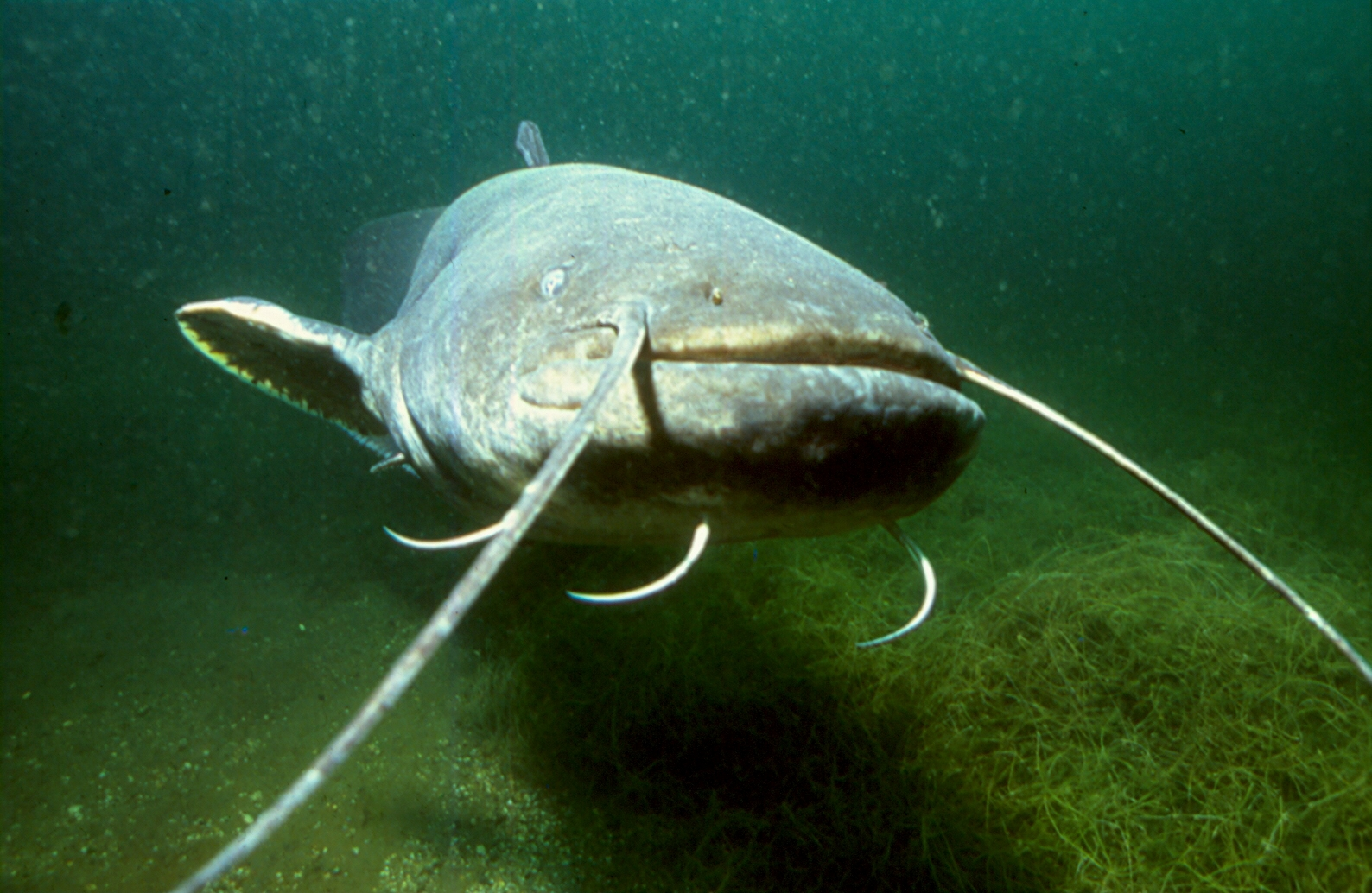
Wąsiki suma pospolitego (Silurus glanis)

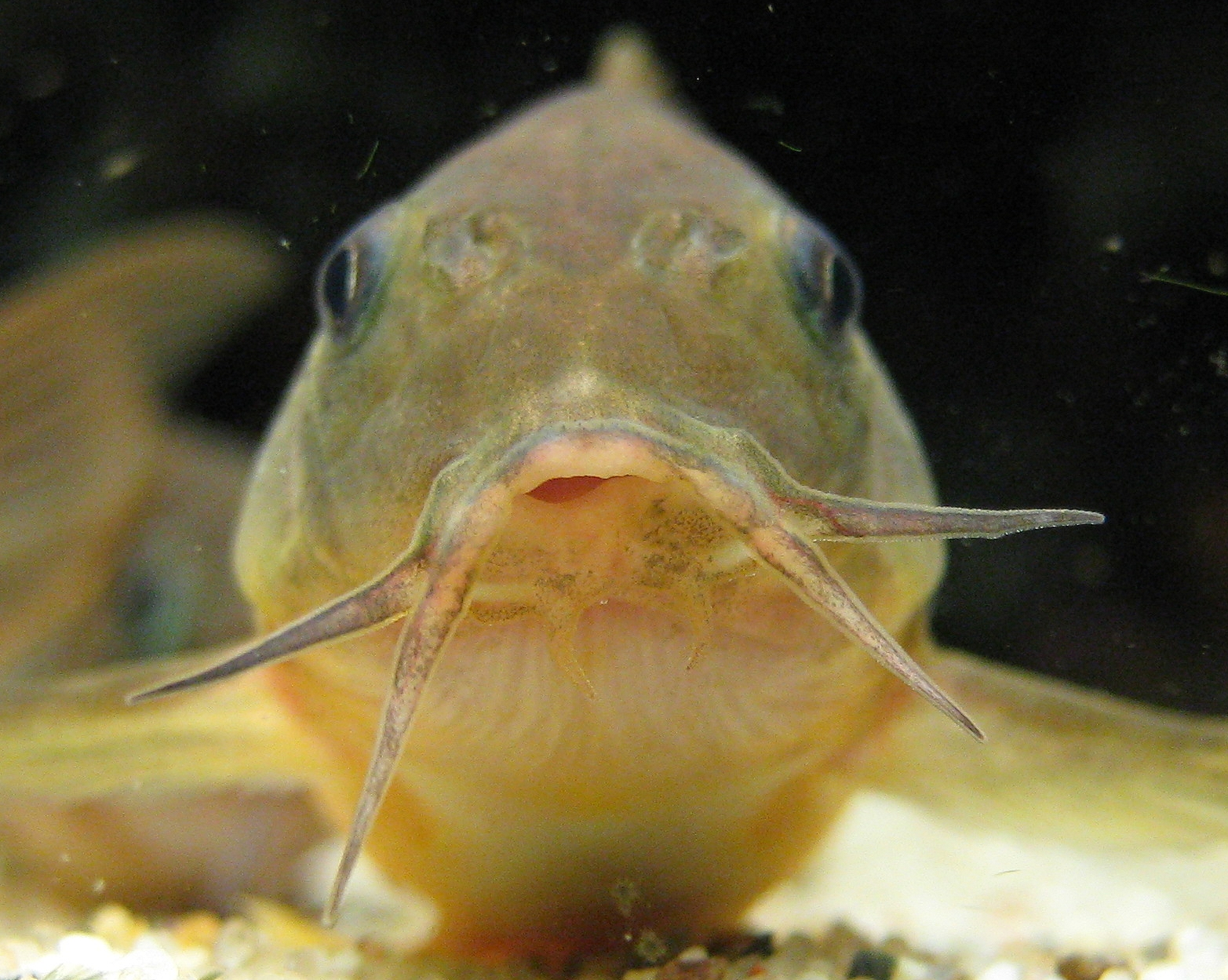
Wąsiki kiryska spiżowego (Corydoras aeneus)

Wąsiki – u ryb są to wiotkie, mięsiste, wąsowate narządy smaku i dotyku, położone w pobliżu otworu gębowego, występujące zwykle parami, rzadziej pojedynczo.

## Funkcje
Wąsiki zawierają duże skupienia chemoreceptorów (kubki smakowe) i receptorów czuciowych. Liczba receptorów na 1 mm² powierzchni wąsika może przekraczać kilkaset. U kozy pospolitej (Cobitis taenia) wynosi około 190, w porównaniu z 20 kubkami na takiej samej powierzchni warg lub głowy. U ryb prowadzących przydenny tryb życia wąsiki służą głównie do poszukiwania pożywienia.

## Lokalizacja

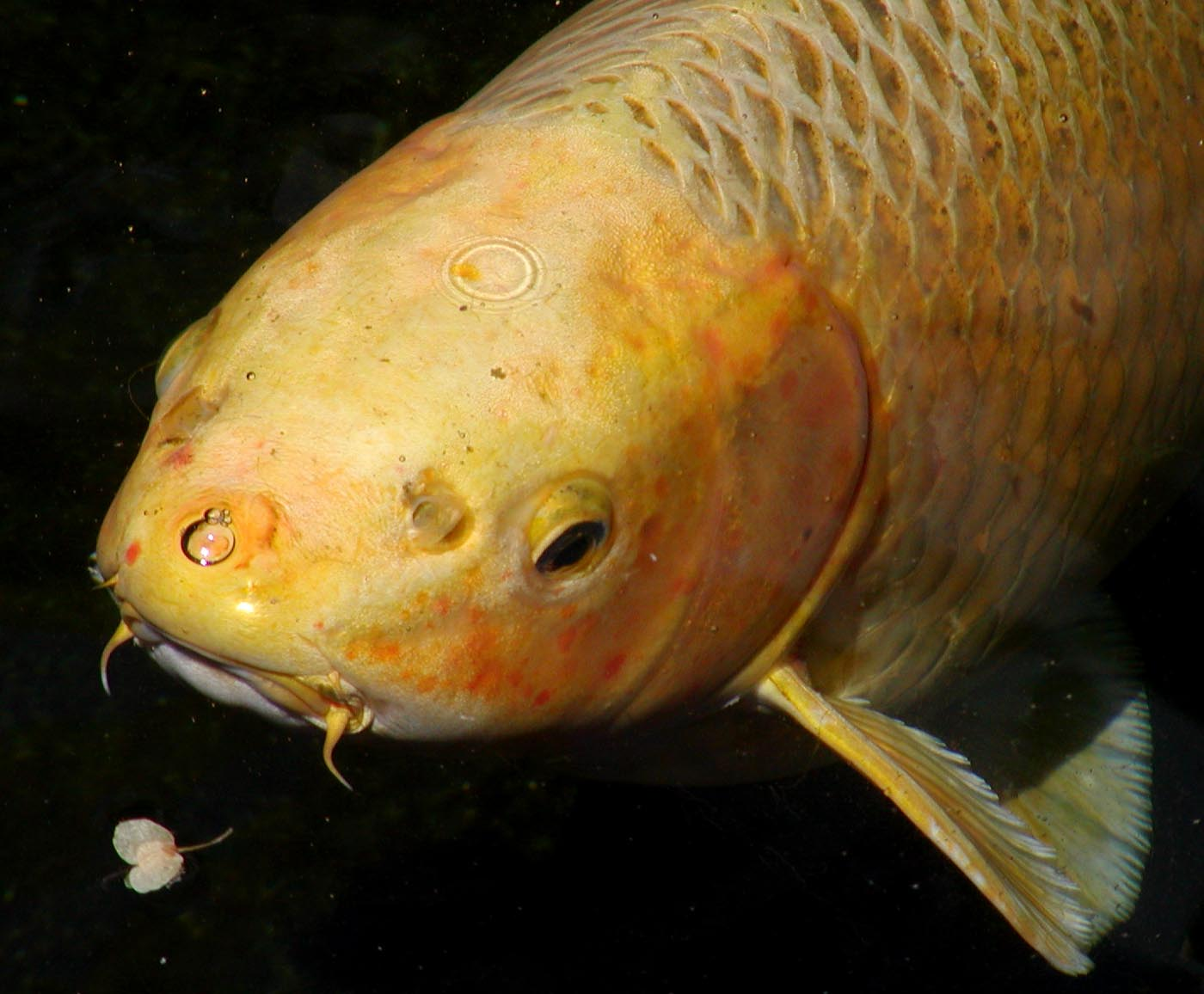
Głowa karpia koi. Widoczne dwie pary wąsików przy otworze gębowym. Druga znacznie mniejsza od pierwszej

Wąsiki mogą być zlokalizowane w różnych miejscach na szczęce lub żuchwie. U większości gatunków są umieszczone na zewnętrznej stronie otworu gębowego, ale mogą być to również wąsiki nosowe lub wystające z nozdrzy, czy zlokalizowane na podbródku (podbródkowe).

## Występowanie
W narządy te są zaopatrzone ryby z różnych grup systematycznych i w różnych stadiach rozwojowych – u niektórych grup mają je tylko osobniki młodociane. Szczególnie liczne (zwykle do czterech par) i dobrze rozwinięte wąsiki mają sumokształtne. Poza sumami wąsiki mają m.in.: kostnojęzykokształtne, jesiotrowate, większość dorszokształtnych, wąsatkokształtne, wiele karpiokształtnych, niektóre wężorokształtne, barwenowate oraz liczne gatunki rekinów (dywanokształtne, piłonosokształtne, a także niektóre żarłaczokształtne i raszplokształtne).